# Canvas 2
Cet article possède un paronyme, voir Canvas.
Canvas 2 (Canvas2, Kyanbasu Tsū) est le second opus de la franchise Canvas, série de jeux vidéo érotiques de type roman vidéoludique créée par la compagnie japonaise F&C. Les différents opus se passant dans le même univers, il fait suite à l'original (Canvas 〜Sepia-iro no Motif〜) et précède Canvas 3 (Canvas3, Kyanbasu Surī).
Le jeu est originellement sorti le 23 avril 2004 sur PC en tant que jeu pour adultes (18 ans et plus) ; puis, le 26 janvier 2006 sur PlayStation 2 dans une version censurée (15 ans et plus) ; et enfin, le 6 octobre 2006 dans une version WinDVD également disponible en téléchargement.
Il a, de plus, bénéficié d'adaptations en série animée et deux bandes dessinées entre 2004 et 2006.
Une présuite du jeu est sortie en 2007 en extension téléchargeable.

## Synopsis
Le joueur incarne Hiroki Kamikura, ancien artiste peintre talentueux mais dépassionné souhaitant se reconvertir en professeur d'art et travaillant en ce sens à l'Académie (d'art) Nadeshiko (撫子学園, Nadeshiko Gakuen, litt. l'« Académie Rose »).
En plus de fréquenter sa petite sœur de cœur (en fait, sa cousine) Elis Housen, qui y est admise en qualité d'« élève spéciale », le protagoniste va également rencontrer d'autres héroïnes talentueuses, mais en détresse.

## Personnages

### Personnages principaux

#### Protagoniste
Hiroki Kamikura (上倉浩樹, Kamikura Hiroki)
Le personnage incarné par le joueur ainsi que le personnage principal de l'histoire.
Ancien artiste peintre talentueux souhaitant devenir professeur, il donne ses conseils aux élèves de la classe de peinture de l'Académie Nadeshiko.
Dans le jeu, il est déjà enseignant ; dans la version animée, bien qu'il soit conseiller il n'est qu'apprenti enseignant.

#### Protagonistes féminins
Elis Housen (鳳仙エリス, Housen Erisu)
La petite sœur de cœur d'Hiroki, avec qui elle vit depuis la mort de ses parents.
En réalité sa cousine métisse franco-japonaise, elle est nouvellement admise à l'Académie Nadeshiko en qualité d'« élève spéciale » et intègre la classe de son frère.
Insolite dans son approche artistique, elle déteste le rouge (couleur dominante dans les arts) et évite donc de s'en servir dans ses propres compositions.
Kiri Kikyou (桔梗霧, Kikyou Kiri)
Amie d'enfance, ancienne condisciple et soupirante d'Hiroki à l'époque.
Elle a suivi sa vocation et est devenue professeur d'éducation physique à l'Académie Nadeshiko.
Kana Hagino (萩野可奈, Hagino Kana)
Élève espiègle de l'Académie Nadeshiko.
Petite lolita amatrice de littérature, elle écrit des histoires et souhaite devenir romancière.
Sumire Misaki (美咲菫, Misaki Sumire)
Élève discrète de l'Académie Nadeshiko.
Soliste peu sûre d'elle mais prometteuse, elle fait partie de la chorale de l'école, le club de chant de l'Académie Nadeshiko (撫子学園合唱部, Nadeshiko Gakuen gasshou-bu).
Saya Saginomiya (鷺ノ宮紗綾, Saginomiya Saya)
Directrice adjointe de l'Académie Nadeshiko.
Les membres de sa famille (par exemple sa sœur du précédent opus, Ai Saginomiya) sont des personnages récurrents de la franchise.
Shie Sugihara (杉原紫衣, Sugihara Shie)
Éditrice de Kana (et, dans la version animée, ancienne condisciple aînée de Kiri).
Elle met constamment la pression à Kana afin qu'elle respecte les délais d'écriture pour la publication de ses histoires.

#### Protagonistes féminins issus de la versionPlayStation 2
Mami Takeuchi (竹内麻巳, Takeuchi Mami)
Présidente des élèves de la classe de peinture de l'Académie Nadeshiko.
Fille à lunettes reconnue douée par ses condisciples, elle devient la rivale d'Elis en peinture, reconnaissant son talent.
Dans l'adaptation animée, bien que ce ne soit pas vraiment exploité, il est révélé (à travers le générique d'ouverture et les deux derniers épisodes) qu'elle roule en moto.
Tomoko Fujinami (藤浪朋子, Fujinami Tomoko)
Élève mystérieuse de l'Académie Nadeshiko.
Fille taciturne aimant porter de la lingerie en dentelle et donner à manger aux chats errants, elle fait partie de la classe d'Elis mais est souvent absente.

### Personnages secondaires

#### Membres de l'Académie
Kaedeko Azuma (東楓子, Azuma Kaedeko)
Élève autoritaire de l'Académie Nadeshiko.
Condisciple et amie de Mami avec une allure de garçon manqué, elle fait partie avec elle de la classe d'Hiroki.

#### Autres personnages secondaires
Shinichirou Yanagi (柳慎一郎, Yanagi Shinichirou)
Ancien condisciple et ami d'Hiroki ainsi que de Kiri.
Devenu un artiste peintre célèbre et reconnu, il semble lié au désamour d'Hiroki pour la peinture.
Jirou Misaki (美咲二郎, Misaki Jirou)
Le père de Sumire.
Artiste peintre célèbre et reconnu, il est intéressé par la peinture de sa fille incidemment faite par Hiroki.
Yukiko Housen (鳳仙雪子, Housen Yukiko)
La grand-mère maternelle d'Hiroki, et japonaise d'Elis par son père.
Résumée à une voix téléphonique dans le jeu et n'y étant donc jamais vue, elle apparaît toutefois dans l'adaptation animée.

### Arlésiennes
Anna Housen (鳳仙アンナ, Housen Anna)
La mère française d'Elis, de son temps professeur d'art (notamment, d'Hiroki).
Décédée avant le début de l'histoire, elle n'apparaît qu'au travers de souvenirs de sa fille ainsi que de ceux qui l'ont connue.
Son époux, le père d'Elis lui aussi décédé, n'est pas nommé et n'apparaît — par le même biais — que fugacement dans l'adaptation animée.

### Personnages issus de l'adaptation animée

#### Membres de l'Académie issus de la série animée
Hikari Tamaru (田丸ひかり, Tamaru Hikari)
Vice-présidente des élèves de la classe de peinture de l'Académie Nadeshiko.
Dans le cadre de son rôle au sein de la classe, qu'elle prend avec calme et sérieux (parfois, de l'audace), elle est souvent aperçue aux côtés de Mami.
Dans la version PlayStation 2, un personnage secondaire féminin porte le même nom de famille qu'elle.
Kawana Takatou (高遠川菜, Takatou Kawana)
Élève de troisième année et responsable de la classe de chant de Sumire à l'Académie Nadeshiko.
Coiffée à la garçonne, pouvant gronder et se montrer autoritaire, elle est souvent aperçue en compagnie de Mami et/ou de Sumire.
Shouta Hashidzume (橋爪彰太, Hashidzume Shouta)
Condisciple de la classe d'Elis.
Gentil et honnête (même maladroitement) avec ses sentiments, il est prétendant assumé de celle-ci.
Son passe-temps est la poterie : il n'hésite pas à partir seul en excursion (même durant les sorties extrascolaires) si cela lui permet de récupérer de la matière première dans la nature.

#### Autres personnages issus de la série animée
Shouko Mochizuki (望月笙子, Mochizuki Shouko)
Cousine paternelle d'Hiroki et mère d'Haruna.
Elle confie la garde de sa fille à ce dernier et Elis pour une journée, le temps d'assister au mariage d'une amie.
Haruna Mochizuki (望月ハルナ, Mochizuki Haruna)
La fille de Shouko.
Sa garde est confiée à Hiroki et Elis pour une journée, sa mère devant assister au mariage d'une amie.
Fillette réservée mais dotée d'une grande imagination, elle s'amuse avec ses aînés à un jeu de rôle tiré de l'univers de son livre préféré, qu'Hiroki lisait lui-même à sa sœur quand elle était petite.
Shizuka Misaki (美咲静, Misaki Shizuka)
La mère de Sumire et épouse de Jirou Misaki.

## Média et supports
Canvas (Canvas) est originellement une franchise japonaise de romans vidéoludiques érotiques développés par FC01 (équipe de son éditeur, F&C Co., Ltd.).
Le second opus, Canvas 2 (Canvas2), fut décliné en plusieurs versions et, pour certaines d'entre elles, également adapté sur d'autres média.

### Vidéoludique
Les jeux vidéo titrés Canvas 2 (Canvas2) sont sous-titrés différemment selon la version.

#### PC
Le premier jeu Canvas 2: Akane Iro no Palette (Canvas2 〜茜色のパレット〜, Canvas2 〜 Akane-iro no Paretto 〜), développé par FC01 (équipe de son éditeur, F&C Co., Ltd.), est originellement sorti le 23 avril 2004 sur PC en tant que jeu pour adultes (18 ans et plus).

#### PlayStation 2
La déclinaison sur PlayStation 2, Canvas 2: Niji Iro no Sketch (Canvas2 〜虹色のスケッチ〜, Canvas2 〜Niji-iro no Sukecchi〜), est sortie le 26 janvier 2006 dans une version censurée (15 ans et plus).

#### WinDVD
Le jeu fut décliné en version uniquement vidéo, Canvas 2: DVD EDITION (Canvas2 DVD EDITION), sortie pour WinDVD le 6 octobre 2006.
Elle est aussi disponible en téléchargement.

#### Téléchargement
Une présuite du jeu, Akai Canvas Series Nadeshiko: Shu Iro no Rasen (赤いCanvasシリーズ なでしこ 〜朱色のらせん〜, Akai Canvas Shirīzu Nadeshiko 〜 Shu-iro no rasen 〜), est sortie en extension téléchargeable dès le 26 janvier 2007.

### Bande dessinée
Deux déclinaisons en bande dessinée virent le jour :
- Canvas 2: Extra Season (Canvas2 エクストラ・シーズン, Kyanbasu Tsū Ekusutora Shīzun?), adaptation en un unique volume, fut dans un premier temps prépublié par Ace Momogumi au cours du printemps 2004 et parallèlement paru dans le Monthly Shōnen Ace de septembre 2004, puis eu droit à une publication par Kadokawa Shoten le 9 avril 2005 ;

- également prépublié par Ace Momogumi, entre avril 2005 et mai 2006 puis en septembre de la même année, Canvas 2: Niji Iro no Sketch (Canvas2 〜虹色のスケッチ〜, Kyanbasu Tsū 〜Niji-iro no Sukecchi〜?), adaptation en quatre volumes, fut aussi éditée par Kadokawa Shoten entre le 26 février 2005 et le 26 mars 2006.

### Série animée
Sous le titre Canvas 2: Niji Iro no Sketch (Canvas2 〜虹色のスケッチ〜, Kyanbasu Tsū 〜Niji-iro no Sukecchi〜), une adaptation en série animée de vingt-quatre épisodes fut diffusée pour la première fois du 3 octobre 2005 au 27 mars 2006.

#### Musique
Les musiques originales de l'adaptation animée sont produites par les studios de musique DOORS MUSIC ENTERTAINMENT et 4‑EVER.

##### Génériques
La musique du générique d'ouverture, Plastic Smile (Niji-iro Guitar VERSION) (プラスチックスマイル(虹色ギターVERSION)), est la reprise pour l'adaptation animée du thème vidéoludique original par A BONE et déjà interprétée par YURIA, qui le réarrange avec son groupe, Honey Bee.
Celle du générique de fermeture, NA NA IRO, est une chanson interprétée par Sweets tankentai (スイーツ探検隊), formation incluant également YURIA et avec CATS AND DOGS aux chœurs.
| Canvas 2 〜Niji-iro no Sketch〜 (Canvas2～虹色のスケッチ～) | Canvas 2 〜Niji-iro no Sketch〜 (Canvas2～虹色のスケッチ～)                       | Canvas 2 〜Niji-iro no Sketch〜 (Canvas2～虹色のスケッチ～) | Canvas 2 〜Niji-iro no Sketch〜 (Canvas2～虹色のスケッチ～) | Canvas 2 〜Niji-iro no Sketch〜 (Canvas2～虹色のスケッチ～) | Canvas 2 〜Niji-iro no Sketch〜 (Canvas2～虹色のスケッチ～) |
| Début                                                       | Début                                                                             | Début                                                       | Fin                                                         | Fin                                                         | Fin                                                         |
| Épisodes                                                    | Titre                                                                             | Artiste                                                     | Épisodes                                                    | Titre                                                       | Artiste                                                     |
| ----------------------------------------------------------- | --------------------------------------------------------------------------------- | ----------------------------------------------------------- | ----------------------------------------------------------- | ----------------------------------------------------------- | ----------------------------------------------------------- |
| 1–23                                                        | Plastic Smile (Niji-iro Guitar VERSION) (プラスチックスマイル(虹色ギターVERSION)) | Honey Bee (YURIA) (Honey Bee（YURIA）)                      | 1–24                                                        | NA NA IRO                                                   | Sweets tankentai (スイーツ探検隊, Suītsu tankentai)         |

##### Bande originale
L'album de la bande originale est sorti le 24 mars 2006 au Japon.
Il inclut :
- Les créations originales pour l'adaptation animée ;

- des reprises et réarrangements du thème vidéoludique original Plastic Smile (^^ (プラスチックスマイル(^^?), déjà créé par le duo A BONE et interprété par YURIA ;

- les formats télévisés des musiques de générique :
  - Réarrangée depuis celle du jeu original pour celui d'ouverture ;
  - originale pour celui de fermeture.

- deux Image songs (diégétiques) jouées par Sweets tankentai ;
  - Une chantée par Elis Housen (Kaori Nazuka), réarrangée depuis celle du jeu original ;
  - une originale chantée par Kiri Kikyou (Hitomi Nabatame).

- des musiques de scène (diégétiques) chantées par des personnages :
  - Deux sur une interprétation de l'Ellens Gesang III, Hymne an die Jungfrau, D839, op. 52 no 6, ou l'« Ave maria » de Franz Schubert :
    - Une version en ensemble par le club de chant de l'Académie Nadeshiko ;
    - une version en soliste par Sumire Misaki (Aya Hirano).

- deux interprétations au karaoke (respectivement durant un nomikai) :
  - Une reprise du générique d'ouverture par Tomoko Fujinami (Mikako Takahashi) et Kana Hagino (Ai Tokunaga) ;
  - une originale par Saya Saginomiya (Yuka Inokuchi) et un collègue tertiaire (Hideyuki Umezu).

| Liste des titres (BRCF-3070) | Liste des titres (BRCF-3070)                                                                            | Liste des titres (BRCF-3070)     | Liste des titres (BRCF-3070)                                            | Liste des titres (BRCF-3070) | Liste des titres (BRCF-3070) | Liste des titres (BRCF-3070) | Liste des titres (BRCF-3070) | Liste des titres (BRCF-3070) | Liste des titres (BRCF-3070) |
| No                           | Titre                                                                                                   | Auteur                           | Interprète                                                              | Durée                        |                              |                              |                              |                              |                              |
| ---------------------------- | --- | -------------------------------- | ----------------------------------------------------------------------- | ---------------------------- | ---------------------------- | ---------------------------- | ---------------------------- | ---------------------------- | ---------------------------- |
| 1.                           | プラスチックスマイル(虹色ギターVERSION)（TVサイズ） (Plastic Smile (Niji-iro Guitar VERSION) {TV Size}) | A BONE                           | Honey Bee (YURIA)                                                       | 1:30                         |                              |                              |                              |                              |                              |
| 2.                           | 撫子学園 (Nadeshiko gakuen)                                                                             | Masaya Koike Shun Okazaki        |                                                                         | 1:57                         |                              |                              |                              |                              |                              |
| 3.                           | ささやかな幸せ (Sasayakana shiawase)                                                                    | Yoshito Hata                     |                                                                         | 1:54                         |                              |                              |                              |                              |                              |
| 4.                           | 学園生活 (Gakuen seikatsu)                                                                              | Masaya Koike Shun Okazaki        |                                                                         | 2:06                         |                              |                              |                              |                              |                              |
| 5.                           | エリスの記憶 (Elis no kioku)                                                                            | Masaya Koike Shun Okazaki        |                                                                         | 2:12                         |                              |                              |                              |                              |                              |
| 6.                           | 『アヴェ・マリア』（撫子学園合唱部） ("Ave Maria" {Nadeshiko gakuen gasshou-bu})                        | Franz Schubert                   | Club de chant de l'Académie Nadeshiko¹                                  | 2:29                         |                              |                              |                              |                              |                              |
| 7.                           | エリス色（サブタイトル） (Ellis-iro {Subtitle})                                                         | Masaya Koike Shun Okazaki        |                                                                         | 0:12                         |                              |                              |                              |                              |                              |
| 8.                           | マズルカフレッシュ（アイキャッチＡ） (Mazurka Fresh {Eyecatch A})                                       | Masaya Koike Shun Okazaki        |                                                                         | 0:11                         |                              |                              |                              |                              |                              |
| 9.                           | マズルカリフレッシュ（アイキャッチＢ） (Mazurka Refresh {Eyecatch B})                                   | Masaya Koike Shun Okazaki        |                                                                         | 0:11                         |                              |                              |                              |                              |                              |
| 10.                          | カラフルタイム（次回予告） (Colourful Time {jikai yokoku})                                              | Masaya Koike Shun Okazaki        |                                                                         | 0:34                         |                              |                              |                              |                              |                              |
| 11.                          | 『いつもとなりに〜ニーソックス履いて〜』 ("Itsumo tonari ni 〜 Knee Socks haite 〜")                    | Hitoshi Fujima (Elements Garden) | Elis Housen¹ (Kaori Nazuka×Sweets tankentai)²                           | 3:46                         |                              |                              |                              |                              |                              |
| 12.                          | ゆかいなやりとり (Yukaina yakitori)                                                                     | Reico                            |                                                                         | 2:12                         |                              |                              |                              |                              |                              |
| 13.                          | 恋の予感 (Koi no yokan)                                                                                 | Masaya Koike Shun Okazaki        |                                                                         | 2:02                         |                              |                              |                              |                              |                              |
| 14.                          | 涙が止まらない (Namida ga tomaranai)                                                                    | Yoshito Hata                     |                                                                         | 2:05                         |                              |                              |                              |                              |                              |
| 15.                          | ダークレッドの恐怖 (Dark Red no kyoufu)                                                                 | Masaya Koike Shun Okazaki        |                                                                         | 1:58                         |                              |                              |                              |                              |                              |
| 16.                          | 青空の下で (Aozora no shita de)                                                                         | Masaya Koike Shun Okazaki        |                                                                         | 2:05                         |                              |                              |                              |                              |                              |
| 17.                          | うれしいデート (Ureshii date)                                                                           | Masaya Koike Shun Okazaki        |                                                                         | 2:03                         |                              |                              |                              |                              |                              |
| 18.                          | どたばた撫子学園 (Dotabata Nadeshiko gakuen)                                                            | Masaya Koike Shun Okazaki        |                                                                         | 1:19                         |                              |                              |                              |                              |                              |
| 19.                          | 不安と緊張感 (Fuan to kinchoukan)                                                                       | Reico                            |                                                                         | 2:04                         |                              |                              |                              |                              |                              |
| 20.                          | ほんわかピンク (Honwaka Pink)                                                                           | Masaya Koike Shun Okazaki        |                                                                         | 1:55                         |                              |                              |                              |                              |                              |
| 21.                          | 愛 (Ai)                                                                                                 | Masaya Koike Shun Okazaki        |                                                                         | 1:54                         |                              |                              |                              |                              |                              |
| 22.                          | 『アヴェ・マリア』（美咲菫） ("Ave Maria" {Sumire Misaki})                                              | Franz Schubert                   | Sumire Misaki¹ (Aya Hirano)²                                            | 1:51                         |                              |                              |                              |                              |                              |
| 23.                          | 『秋葉原の夜』 ("Akihabara no yoru")                                                                    | Masaya Koike Shun Okazaki        | Saya Saginomiya¹ + professeur vétéran¹ (Yuka Inokuchi＋Hideyuki Umezu)² | 1:22                         |                              |                              |                              |                              |                              |
| 24.                          | 『プラスチックスマイル』 ("Plastic Smile")                                                              | A BONE                           | Tomoko Fujinami¹ + Kana Hagino¹ (Mikako Takahashi＋Ai Tokunaga)²        | 1:02                         |                              |                              |                              |                              |                              |
| 25.                          | 鬼編集のテ〜マ♥ (Oni henshū no Theme♥)                                                                  | Reico                            |                                                                         | 0:16                         |                              |                              |                              |                              |                              |
| 26.                          | NA NA IRO インストゥルメンタル (NA NA IRO Instrumental)                                                 | A BONE                           |                                                                         | 4:18                         |                              |                              |                              |                              |                              |
| 27.                          | 三角関係 (Sankaku kankei)                                                                               | Yoshito Hata                     |                                                                         | 2:10                         |                              |                              |                              |                              |                              |
| 28.                          | 罪の告白 (Tsumi no kokuhaku)                                                                            | Reico                            |                                                                         | 2:14                         |                              |                              |                              |                              |                              |
| 29.                          | 『なつかしい風〜ホワイトブレス〜』 ("Natsukashii kaze 〜 White Breath 〜")                              | Daisuke Kikuta (Elements Garden) | Kiri Kikyou¹ (Hitomi Nabatame×Sweets tankentai)²                        | 5:17                         |                              |                              |                              |                              |                              |
| 30.                          | 切ない恋心 (Setsunai koigokoro)                                                                         | Reico                            |                                                                         | 2:15                         |                              |                              |                              |                              |                              |
| 31.                          | 霧の想い (Kiri no omoi)                                                                                 | Reico                            |                                                                         | 2:11                         |                              |                              |                              |                              |                              |
| 32.                          | 朋子の静かなる決意 (Tomoko no shizuka naru ketsui)                                                      | Reico                            |                                                                         | 2:34                         |                              |                              |                              |                              |                              |
| 33.                          | プラスチックスマイル インストゥルメンタル (Plastic Smile Instrumental)                                  | A BONE                           |                                                                         | 4:49                         |                              |                              |                              |                              |                              |
| 34.                          | 別れ (Wakare)                                                                                           | Reico                            |                                                                         | 2:11                         |                              |                              |                              |                              |                              |
| 35.                          | そして空色の旅立ち (Soshite sora-iro no tabidachi)                                                      | Reico                            |                                                                         | 2:05                         |                              |                              |                              |                              |                              |
| 36.                          | 虹色のフィナーレ (Niji-iro no Finale)                                                                   | 4‑EVER                           |                                                                         | 2:14                         |                              |                              |                              |                              |                              |
| 37.                          | NA NA IRO（TVサイズ） (NA NA IRO {TV Size})                                                             | Hajime Kanasugi Masaya Koike     | Sweets tankentai CATS AND DOGS (chœurs)                                 | 1:30                         |                              |                              |                              |                              |                              |
| 74:58                        | |                                  |                                                                         |                              |                              |                              |                              |                              |                              |

¹ Interprète(s) diégétique(s).

² Interprète(s) extradiégétique(s).